# 全国高等学校軟式野球選手権大会
全国高等学校軟式野球選手権大会（ぜんこくこうとうがっこうなんしきやきゅうせんしゅけんたいかい）は、日本高等学校野球連盟（高野連）が主催する、毎年8月に行われる日本の高校野球大会。現在は兵庫県明石市の兵庫県立明石公園第一野球場（明石トーカロ球場）を主会場に行われ、高校軟式野球日本一を競う。後援全日本軟式野球連盟・毎日新聞社・朝日新聞社。
「軟式野球の甲子園」「もう一つの甲子園」とも称されている。
最多優勝は中京（岐阜）の13回、次いで作新学院（栃木）10回であり、それに続くのが龍谷大平安（京都）6回である。

## 概要
全国47都道府県を16の地区に分け、各地区1校ずつ、合計16校の代表で争われる。7月上旬から8月上旬にかけて行う都道府県大会、都道府県代表が争う地区大会を勝ちあがった学校が出場できる。大会は都道府県、地区大会、全国大会全てトーナメント方式で開催する。全国大会の16地区の区分には、「東東北・西東北」「東中国・西中国」の区分や、北海道、東京都のほか大阪府、兵庫県も1都道府県で1地区とするなどの特色がある。軟式野球部の偏在なども考慮されているため、この区割は最大の南関東と最小の東中国では6倍以上の人口差がある。2021年からの代表枠は以下の通り。
| 地区     | 都道府県                     |
| -------- | ---------------------------- |
| 北海道   | 北海道                       |
| 東東北   | 岩手、宮城、福島             |
| 西東北   | 青森、秋田、山形             |
| 北関東   | 茨城、栃木、群馬             |
| 南関東   | 埼玉、山梨、千葉、神奈川     |
| 東京     | 東京                         |
| 北信越   | 長野、新潟、富山、石川、福井 |
| 東海     | 静岡、愛知、岐阜、三重       |
| 近畿     | 滋賀、京都、奈良、和歌山     |
| 大阪     | 大阪                         |
| 兵庫     | 兵庫                         |
| 東中国   | 岡山、鳥取、島根             |
| 西中国   | 広島、山口                   |
| 四国     | 香川、愛媛、徳島、高知       |
| 北部九州 | 福岡、佐賀、長崎、大分       |
| 南部九州 | 熊本、宮崎、鹿児島、沖縄     |

上記の通り北海道、東京都、大阪府、兵庫県を除き複数県で1地区を組むため出場権に恵まれない県もあり、現時点では三重・沖縄の2県が本大会への出場経験がない。
日程としては、高野連と朝日新聞社が主催する全国高等学校野球選手権大会（夏の甲子園）の終了後、あるいは準々決勝・準決勝の予定日近くから8月末日の期間中に開催される（必ず8月中に優勝校が決まる）。本大会では雨天順延などによる最大順延は2日間と定めており、優勝が決まらなかった場合は優勝預かり（両チーム準優勝扱い）となる。優勝預かりとなった事例は過去に1度ある（後述）。
試合は、9回を終えても同点の場合には延長戦を行う。ただし延長15回でも決着しない場合には、準決勝までの試合ではサスペンデッドゲームとして翌日延長16回から再開され、決着がつくまで行う（サスペンデッドゲームでも決着がつかない場合は15イニングごとに翌日に持ち越し）。ただし、2014年の第59回大会準決勝では大会日程消化を優先させた関係から特別ルールが導入された（後述）。この影響で2015年の第60回大会から決勝戦を除きタイブレークを導入することが決定され、延長10回（67回大会までは13回）ノーアウト・ランナー1・2塁の状態から攻撃を始める。なお、2019年まで決勝戦はサスペンデッドとはせず再試合としていた。
都道府県大会・地方大会では得点差によるコールドゲーム制度が実施されている。但し地方大会決勝戦と全国大会の全ての試合については適用されない。
2020年から従来「北東北・南東北」だった東北地区の代表枠は両地区間で岩手・山形を交換し「東東北（岩手・宮城・福島）・西東北（青森・秋田・山形）」に変更される予定だったが後述の通り2020年大会は新型コロナウイルス感染症感染・発症防止のため中止となり、正式な変更は2021年からに繰り下げられた。

### その他
全国大会の優勝校には持ち回りの優勝旗、準優勝校には楯が贈呈される。優勝旗は翌年大会の開会式で返還され、記念楯が贈呈される。
この大会の上位入賞チームなどは秋に各都道府県持ち回りで開かれる国民スポーツ大会に出場できるチャンスがある。但し現在高校野球は軟式・硬式の何れも公開競技として行われており、正式な天皇杯加算ポイントには反映されない。

## 使用球場

### 現在
- 明石公園球場（明石トーカロ球場）（メイン会場、1981年 -）
- 姫路球場（ウインク球場）（2016年 -）

### 過去
- 藤井寺球場（1956年 - 1972年、1974年 - 1980年、1956年から1958年までは同球場のサブグランドも使用）
- PL学園球場（1959年 - 1980年）
- 高砂市野球場（1981年 - 2015年）

## 歴史
- 1956年（第1回大会） - 藤井寺球場に15地区の代表が集まり、第1回全国高等学校軟式野球優勝野球大会が開幕。第1回の代表校選出は北海道を除き複数県でブロックを組んで行われていた。
- 1957年（第2回大会） - 東京都と大阪府が1ブロックとなり、17校で開催。
- 1958年（第3回大会） - 兵庫県が1ブロックとなり、18校で開催。これ以降、1県1ブロックになったケースはない。
- 1959年（第4回大会） - 藤井寺球場のサブグランドが宅地造成のため使用停止となり、PL教団球場（翌年PL学園球場に改称）との併用開催となる。
- 1960年（第5回大会） - 平安が大会初の連覇（翌年も優勝し3連覇を果たす）。
- 1962年（第7回大会） - サスペンデッドゲームの規定が設けられ、準決勝の広島市商対日田商戦が適用第1号となる（当初は18回で打ち切り、19回から再開のルール）。この試合は19回の1イニングで決着（広島市商 1 - 0 日田商）。なお、決勝戦は従来通り再試合となる。
- 1966年（第11回大会） - コールドゲームの規定が設けられ、決勝を除き7回以降に7点以上点差がついた場合に適用される（現在はその規定は廃止）。
- 1968年（第13回大会） - 下関商（西中国・山口）対静岡商（東海・静岡）の決勝戦が延長18回、0-0で決着がつかず、この日が夏休み最終日の9月1日となった[注 2]ことから再試合とせず優勝預かりとなる（過去の大会で唯一の「優勝預かり」事例）。
- 1973年（第18回大会） - 藤井寺球場がナイター用の夜間照明設備を設ける工事に着手した[注 3]影響により、この大会に限りPL学園球場のみの使用となった。
- 1974年（第19回大会） - 福井ろう学校が、聾学校チームとして初めて本大会に出場。福井ろう学校は福井県大会を優勝したものの、「都道府県内の試合に限り」の内規のため北陸大会に出場できなかった。その後理事会で内規が改正され、特例として出場が認められた。このため、この年の大会は例年より1校多い19校が出場した。また、硬式の大会と同様に金属バットの使用が認められる。
- 1978年（第23回大会） - 大会名が「全国高等学校軟式野球選手権大会」に変更される。
- 1981年（第26回大会） - 開催地が大阪府から兵庫県の明石公園野球場と高砂市野球場に移転する。この大会より準決勝・決勝が同日開催から2日に分けて開催される。
- 1996年（第41回大会） - 出場校が18校から16校に減る。信越（長野・新潟）と北陸（富山・石川・福井）が統合し北信越に、北近畿（滋賀・京都）と南近畿（奈良・和歌山）が統合し近畿のブロックに変更される。
- 2000年（第45回大会） - 開・閉会式の司会進行を高校生が行うようになる。
- 2009年（第54回大会） - 名城大付の小林雄太が大会史上初めて完全試合を達成する。
- 2014年（第59回大会） - 準決勝の中京（東海・岐阜）対崇徳（西中国・広島）の試合がサスペンデッドゲームとなり、2日目も15イニング（延長30回）を戦っても決着がつかず、大会初の「再サスペンデッドゲーム」に。3日目も15イニング（延長45回）を終えて0-0と互いに譲らず、史上初の「再々サスペンデッドゲーム」になると共に、日程の関係から「最大延長54回（同日の9イニング目）で打ち切り・同点の場合は抽選で決勝進出チーム決定」「準決勝と同日に決勝を実施し、9回で同点の場合は優勝預かり」の特別ルールが導入される[注 4]。4日目の試合で延長50回表（この日の5イニング目）に中京が3点を挙げ、3-0で勝利した[4]。それまでの記録は第26回大会（1981年）の大津（西中国・山口） - 口加（北部九州・長崎）と、第28回大会（1983年）の平工（南東北・福島） - 松商学園（信越・長野）で記録した延長25回[5]。

- 2015年（第60回大会） - タイブレーク制が導入され[3]、準決勝の能代（北東北・秋田）対上田西（北信越・長野）戦で初めて適用される[6]。
- 2016年（第61回大会） - 準々決勝と準決勝の間に休養日を設ける[7]。加えてサブ会場だった高砂市野球場が老朽化に伴い姫路球場に変更。
- 2020年（第65回大会） - 日本国内における新型コロナウイルスへの感染拡大の影響で、大会史上初の中止[8]。
- 2023年（第68回大会）　選手の健康管理（投手の球数・夏の暑さ対策等）を理由に、この年からベンチ入り人数が2人増やされた[9][10]。
- 2025年（第70回大会） - 大会70回を記念し5月に東西対抗で交流試合を甲子園で開催予定

## 歴代優勝校
| 回 | 開催年 | 優勝校                                                           | 優勝校                                                           | スコア                                                           | 準優勝校                                                         | 準優勝校                                                         | ベスト4                                                          | 備考                                                             |
| -- | ------ | ---------------------------------------------------------------- | ---------------------------------------------------------------- | ---------------------------------------------------------------- | ---------------------------------------------------------------- | ---------------------------------------------------------------- | ---------------------------------------------------------------- | ---------------------------------------------------------------- |
| 1  | 1956年 | 土佐                                                             | 高知                                                             | 1 - 0                                                            | 中京商                                                           | 愛知                                                             | 北海（北海道）、玉野（岡山）                                     |                                                                  |
| 2  | 1957年 | 早稲田実                                                         | 東京                                                             | 8 - 5                                                            | 岐阜商                                                           | 岐阜                                                             | 秋田（秋田）、北海（北海道）                                     |                                                                  |
| 3  | 1958年 | 中京商                                                           | 愛知                                                             | 7 - 0                                                            | 新宮                                                             | 和歌山                                                           | 兵庫工（兵庫）、東北（宮城）                                     |                                                                  |
| 4  | 1959年 | 平安                                                             | 京都                                                             | 8 - 1                                                            | 早稲田実                                                         | 東京                                                             | 新宮（和歌山）、北海（北海道）                                   |                                                                  |
| 5  | 1960年 | 平安                                                             | 京都                                                             | 3 - 1                                                            | 市川                                                             | 千葉                                                             | 秋田商（秋田）、天草（熊本）                                     | 大会2連覇                                                        |
| 6  | 1961年 | 平安                                                             | 京都                                                             | 1 - 0                                                            | 広陵                                                             | 広島                                                             | 熊本商（熊本）、水戸商（茨城）                                   | 大会3連覇                                                        |
| 7  | 1962年 | 徳島工                                                           | 徳島                                                             | 0 - 0                                                            | 広島市商                                                         | 広島                                                             | 高鍋農（宮崎）、日田商（大分）                                   | 延長14回日没引分                                                 |
| 7  | 1962年 | 徳島工                                                           | 徳島                                                             | 1 - 0                                                            | 広島市商                                                         | 広島                                                             | 高鍋農（宮崎）、日田商（大分）                                   | 再試合：延長10回                                                 |
| 8  | 1963年 | 平安                                                             | 京都                                                             | 2 - 0                                                            | 兵庫工                                                           | 兵庫                                                             | 静岡商（静岡）、習志野（千葉）                                   |                                                                  |
| 9  | 1964年 | 慶応                                                             | 神奈川                                                           | 3 - 0                                                            | 静岡商                                                           | 静岡                                                             | 北海（北海道）、根雨（鳥取）                                     |                                                                  |
| 10 | 1965年 | 中京商                                                           | 愛知                                                             | 4 - 2                                                            | 千葉商                                                           | 千葉                                                             | 北海（北海道）、牛深（熊本）                                     |                                                                  |
| 11 | 1966年 | 北海                                                             | 北海道                                                           | 1x - 0                                                           | 中京商                                                           | 愛知                                                             | 浪商（大阪）、平安（京都）                                       | 延長12回                                                         |
| 12 | 1967年 | 黒沢尻工                                                         | 岩手                                                             | 1 - 0                                                            | 静岡商                                                           | 静岡                                                             | 広陵（広島）、高崎商（群馬）                                     |                                                                  |
| 13 | 1968年 | --                                                               | --                                                               | 0 - 0                                                            | 下関商                                                           | 山口                                                             | 興国（大阪）、土浦一（茨城）                                     | 延長18回引分 両校準優勝扱い                                      |
| 13 | 1968年 | --                                                               | --                                                               | 0 - 0                                                            | 静岡商                                                           | 静岡                                                             | 興国（大阪）、土浦一（茨城）                                     | 延長18回引分 両校準優勝扱い                                      |
| 14 | 1969年 | 平安                                                             | 京都                                                             | 2 - 1                                                            | 萩商                                                             | 山口                                                             | 渋川工（群馬）、東邦（愛知）                                     |                                                                  |
| 15 | 1970年 | 岩瀬農                                                           | 福島                                                             | 7 - 0                                                            | 小野田工                                                         | 山口                                                             | 住田（岩手）、興国（大阪）                                       |                                                                  |
| 16 | 1971年 | 口加                                                             | 長崎                                                             | 5 - 2                                                            | 浜田                                                             | 島根                                                             | 熊本商（熊本）、静岡商（静岡）                                   |                                                                  |
| 17 | 1972年 | 飾磨工                                                           | 兵庫                                                             | 5 - 2                                                            | 渋川工                                                           | 群馬                                                             | 関大一（大阪）、大矢野（熊本）                                   |                                                                  |
| 18 | 1973年 | 九州工                                                           | 福岡                                                             | 10 - 0                                                           | 宇都宮学園                                                       | 栃木                                                             | 松山商（愛媛）、静岡商（静岡）                                   |                                                                  |
| 19 | 1974年 | 県岐阜商                                                         | 岐阜                                                             | 5 - 1                                                            | 宇久                                                             | 長崎                                                             | 富山商（富山）、江北（東京）                                     |                                                                  |
| 20 | 1975年 | 三重農                                                           | 大分                                                             | 4 - 1                                                            | 大津                                                             | 山口                                                             | 駒場東邦（東京）、大津商（滋賀）                                 |                                                                  |
| 21 | 1976年 | 平安                                                             | 京都                                                             | 4x - 3                                                           | 静岡商                                                           | 静岡                                                             | 六甲（兵庫）、西和賀（岩手）                                     | 延長12回                                                         |
| 22 | 1977年 | 広陵                                                             | 広島                                                             | 4 - 1                                                            | 蒲江                                                             | 大分                                                             | 八戸工（青森）、平安（京都）                                     |                                                                  |
| 23 | 1978年 | 飾磨工                                                           | 兵庫                                                             | 3 - 1                                                            | 法政二                                                           | 神奈川                                                           | 浜田（島根）、作新学院（栃木）                                   |                                                                  |
| 24 | 1979年 | 静岡商                                                           | 静岡                                                             | 4 - 2                                                            | 能代                                                             | 秋田                                                             | 仙台商（宮城）、大鉄（大阪）                                     | 延長13回                                                         |
| 25 | 1980年 | 静岡商                                                           | 静岡                                                             | 4x - 3                                                           | 千葉商                                                           | 千葉                                                             | 天理（奈良）、福島商（福島）                                     | 延長11回・大会2連覇                                              |
| 26 | 1981年 | 大津                                                             | 山口                                                             | 2 - 0                                                            | 松山商                                                           | 愛媛                                                             | 木更津中央（千葉）、米子工（鳥取）                               |                                                                  |
| 27 | 1982年 | 能代                                                             | 秋田                                                             | 4 - 3                                                            | 玉野                                                             | 岡山                                                             | 札幌商（北海道）、横浜商（神奈川）                               | 延長13回                                                         |
| 28 | 1983年 | 河浦                                                             | 熊本                                                             | 2x - 1                                                           | 平工                                                             | 福島                                                             | 能代（秋田）、松商学園（長野）                                   | 延長10回                                                         |
| 29 | 1984年 | 新宮                                                             | 和歌山                                                           | 2 - 1                                                            | 広陵                                                             | 広島                                                             | 松山商（愛媛）、能代（秋田）                                     |                                                                  |
| 30 | 1985年 | 県岐阜商                                                         | 岐阜                                                             | 0 - 0                                                            | 河浦                                                             | 熊本                                                             | 能代（秋田）、宇治（京都）                                       | 延長18回                                                         |
| 30 | 1985年 | 県岐阜商                                                         | 岐阜                                                             | 2 - 1                                                            | 河浦                                                             | 熊本                                                             | 能代（秋田）、宇治（京都）                                       | 再試合                                                           |
| 31 | 1986年 | 作新学院                                                         | 栃木                                                             | 2 - 0                                                            | 平安                                                             | 京都                                                             | 広陵（広島）、四日市（大分）                                     |                                                                  |
| 32 | 1987年 | 松山商                                                           | 愛媛                                                             | 4 - 0                                                            | 横浜商                                                           | 神奈川                                                           | 陵雲（和歌山）、大阪商（大阪）                                   |                                                                  |
| 33 | 1988年 | 広陵                                                             | 広島                                                             | 3 - 0                                                            | 新宮                                                             | 和歌山                                                           | 比叡山（滋賀）、成羽（岡山）                                     |                                                                  |
| 34 | 1989年 | 作新学院                                                         | 栃木                                                             | 3 - 2                                                            | PL学園                                                           | 大阪                                                             | 新宮（和歌山）、愛知（愛知）                                     |                                                                  |
| 35 | 1990年 | 作新学院                                                         | 栃木                                                             | 2 - 0                                                            | 兵庫工                                                           | 兵庫                                                             | 大津（山口）、四日市（大分）                                     | 大会2連覇                                                        |
| 36 | 1991年 | 中京商                                                           | 岐阜                                                             | 8 - 3                                                            | 松商学園                                                         | 長野                                                             | 作新学院（栃木）、四日市（大分）                                 |                                                                  |
| 37 | 1992年 | 四日市                                                           | 大分                                                             | 5 - 4                                                            | 松商学園                                                         | 長野                                                             | 日大東北（福島）、柳井（山口）                                   |                                                                  |
| 38 | 1993年 | 富山商                                                           | 富山                                                             | 8 - 2                                                            | 神戸弘陵                                                         | 兵庫                                                             | 熊本一工（熊本）、四日市（大分）                                 |                                                                  |
| 39 | 1994年 | 作新学院                                                         | 栃木                                                             | 2 - 1                                                            | 平安                                                             | 京都                                                             | 北海道工（北海道）、松山商（愛媛）                               |                                                                  |
| 40 | 1995年 | 作新学院                                                         | 栃木                                                             | 6 - 1                                                            | 能代                                                             | 秋田                                                             | 平安（京都）、北海道工（北海道）                                 | 大会2連覇                                                        |
| 41 | 1996年 | 中京商                                                           | 岐阜                                                             | 4 - 0                                                            | 松山商                                                           | 愛媛                                                             | 桐蔭学園（神奈川）、飾磨工（兵庫）                               |                                                                  |
| 42 | 1997年 | 育英                                                             | 兵庫                                                             | 4 - 0                                                            | 仙台商                                                           | 宮城                                                             | 前橋商（群馬）、天理（奈良）                                     |                                                                  |
| 43 | 1998年 | 中京商                                                           | 岐阜                                                             | 4 - 3                                                            | 平安                                                             | 京都                                                             | 仙台育英（宮城）、作新学院（栃木）                               |                                                                  |
| 44 | 1999年 | 中京商                                                           | 岐阜                                                             | 7 - 0                                                            | 浜田                                                             | 島根                                                             | 桃山学院（大阪）、柳井（山口）                                   | 大会2連覇                                                        |
| 45 | 2000年 | 広陵                                                             | 広島                                                             | 4x - 3                                                           | 四日市                                                           | 大分                                                             | 倉敷工（岡山）、前橋商（群馬）                                   | 延長11回                                                         |
| 46 | 2001年 | PL学園                                                           | 大阪                                                             | 4 - 0                                                            | 仙台育英                                                         | 宮城                                                             | 天理（奈良）、中京（岐阜）                                       |                                                                  |
| 47 | 2002年 | 仙台育英                                                         | 宮城                                                             | 3 - 1                                                            | 日出学園                                                         | 千葉                                                             | 比叡山（滋賀）、育英（兵庫）                                     |                                                                  |
| 48 | 2003年 | 大津                                                             | 山口                                                             | 2x - 1                                                           | 作新学院                                                         | 栃木                                                             | 静岡商（静岡）、四日市（大分）                                   | 延長13回                                                         |
| 49 | 2004年 | 四日市                                                           | 大分                                                             | 2 - 0                                                            | 文星芸大付                                                       | 栃木                                                             | 浜田（島根）、河浦（熊本）                                       |                                                                  |
| 50 | 2005年 | 神港学園                                                         | 兵庫                                                             | 3 - 0                                                            | 朝倉東                                                           | 福岡                                                             | 千葉商大付（千葉）、大津（山口）                                 |                                                                  |
| 51 | 2006年 | 作新学院                                                         | 栃木                                                             | 1 - 0                                                            | 中京                                                             | 岐阜                                                             | 高梁城南高梁（岡山）、松山商（愛媛）                             |                                                                  |
| 52 | 2007年 | 新見                                                             | 岡山                                                             | 3 - 0                                                            | 富山商                                                           | 富山                                                             | 羽黒（山形）、神港学園（兵庫）                                   |                                                                  |
| 53 | 2008年 | 作新学院                                                         | 栃木                                                             | 1 - 1                                                            | 中京                                                             | 岐阜                                                             | 滝川西（北海道）、広島商（広島）                                 | 延長15回                                                         |
| 53 | 2008年 | 作新学院                                                         | 栃木                                                             | 5 - 1                                                            | 中京                                                             | 岐阜                                                             | 滝川西（北海道）、広島商（広島）                                 | 再試合                                                           |
| 54 | 2009年 | 作新学院                                                         | 栃木                                                             | 3 - 1                                                            | 名城大付                                                         | 愛知                                                             | 大津（山口）、東山（京都）                                       | 大会2連覇                                                        |
| 55 | 2010年 | 能代                                                             | 秋田                                                             | 2x - 1                                                           | 新田                                                             | 愛媛                                                             | 中京（岐阜）、天理（奈良）                                       |                                                                  |
| 56 | 2011年 | 中京                                                             | 岐阜                                                             | 2x - 1                                                           | 作新学院                                                         | 栃木                                                             | 富岡東（徳島）、神戸学院大付（兵庫）                             | 延長11回                                                         |
| 57 | 2012年 | 中京                                                             | 岐阜                                                             | 2 - 1                                                            | 文徳                                                             | 熊本                                                             | 福岡大大濠（福岡）、作新学院（栃木）                             | 延長10回・大会2連覇                                              |
| 58 | 2013年 | 横浜修悠館                                                       | 神奈川                                                           | 3x - 2                                                           | 新田                                                             | 愛媛                                                             | PL学園（大阪）、秋田商（秋田）                                   | 延長11回                                                         |
| 59 | 2014年 | 中京                                                             | 岐阜                                                             | 2 - 0                                                            | 三浦学苑                                                         | 神奈川                                                           | 崇徳（広島）、福岡大大濠（福岡）                                 |                                                                  |
| 60 | 2015年 | 作新学院                                                         | 栃木                                                             | 2 - 0                                                            | 能代                                                             | 秋田                                                             | 尚志学園（北海道）、上田西（長野）                               |                                                                  |
| 61 | 2016年 | 天理                                                             | 奈良                                                             | 5 - 0                                                            | 早大学院                                                         | 東京                                                             | 上田西（長野）、作新学院（栃木）                                 |                                                                  |
| 62 | 2017年 | 中京学院大中京                                                   | 岐阜                                                             | 1 - 0                                                            | 茗溪学園                                                         | 茨城                                                             | 登別明日中等（北海道）、篠山鳳鳴（兵庫）                         |                                                                  |
| 63 | 2018年 | 中京学院大中京                                                   | 岐阜                                                             | 3 - 0                                                            | 河南                                                             | 大阪                                                             | 天理（奈良）、上田西（長野）                                     | 大会2連覇                                                        |
| 64 | 2019年 | 中京学院大中京                                                   | 岐阜                                                             | 5 - 2                                                            | 崇徳                                                             | 広島                                                             | あべの翔学（大阪）、新田（愛媛）                                 | 大会3連覇                                                        |
| 65 | 2020年 | 新型コロナウイルス感染症拡大の影響で中止（ただし回数はカウント） | 新型コロナウイルス感染症拡大の影響で中止（ただし回数はカウント） | 新型コロナウイルス感染症拡大の影響で中止（ただし回数はカウント） | 新型コロナウイルス感染症拡大の影響で中止（ただし回数はカウント） | 新型コロナウイルス感染症拡大の影響で中止（ただし回数はカウント） | 新型コロナウイルス感染症拡大の影響で中止（ただし回数はカウント） | 新型コロナウイルス感染症拡大の影響で中止（ただし回数はカウント） |
| 66 | 2021年 | 作新学院                                                         | 栃木                                                             | 1 - 0                                                            | 中京                                                             | 岐阜                                                             | 浜田（島根）、筑陽学園（福岡）                                   |                                                                  |
| 67 | 2022年 | 中京                                                             | 岐阜                                                             | 4x - 3                                                           | あべの翔学                                                       | 大阪                                                             | 倉敷工（岡山）、三浦学苑（神奈川）                               |                                                                  |
| 68 | 2023年 | 中京                                                             | 東海・岐阜                                                       | 6 – 4                                                            | 天理                                                             | 近畿・奈良                                                       | 登別明日（北海道）、明治学院（東京）                             | 大会2連覇                                                        |
| 69 | 2024年 | 中京                                                             | 東海・岐阜                                                       | 2 – 0                                                            | 仙台商                                                           | 東東北・宮城                                                     | 能代（秋田）、開新（熊本）                                       | 2度目の大会3連覇                                                 |

## 完全試合
これまでに2名が完全試合を達成している。
| 開催日        | 回     | 投手     | 所属校                 | スコア | 対戦校                 | 球場         | 試合     |
| ------------- | ------ | -------- | ---------------------- | ------ | ---------------------- | ------------ | -------- |
| 2009年8月26日 | 第54回 | 小林雄太 | 名城大付（東海・愛知） | 7 - 0  | 初芝富田林（大阪）     | 高砂市野球場 | 1回戦    |
| 2011年8月26日 | 第56回 | 下田巧   | 中京（東海・岐阜）     | 4 - 0  | 河浦（南部九州・熊本） | 高砂市野球場 | 準々決勝 |

## エピソード
1968年の第13回大会決勝の下関商と静岡商の決勝は、延長18回0 - 0の引き分けとなり、優勝預かり（両校準優勝）となったが、29年後の1997年11月23日に静岡商創部50周年の記念行事として、静岡県草薙総合運動場硬式野球場に当時の選手が集まって記念試合を行った。試合は12 - 6で静岡商が勝利した。
2020年には、新型コロナウイルス感染拡大の影響で第65回大会および、高野連が主催する硬式野球の第92回選抜高等学校野球大会・第102回全国高等学校野球選手権大会・選手権大会のへの出場校を決める全地方大会が軒並み中止に追い込まれた。この状況で高野連加盟校の軟式・硬式野球部へ所属する3年生部員が全国大会へ出場する可能性を失ったことを受けて、阪神甲子園球場と阪神タイガースでは、該当する3年生部員全員（約5万名）に「甲子園の土キーホルダー」を8月下旬から順次贈呈する。阪神タイガースの一軍監督・矢野燿大やコーチ・選手からの発案を高野連が了承したことによって実現した企画で、当大会では使用しない甲子園球場のグラウンドから採取した土をボール状の透明なカプセルに封入。（矢野やコーチ・選手を含む）阪神球団の関係者をはじめ、甲子園球場の職員や、同球場のグラウンド整備を担う阪神園芸の職員が直々に採取した土も一部のキーホルダーに使用するほか、企画の実現に伴って生じる費用の一部を、阪神球団の首脳陣と選手一同が負担する。

## 中継
テレビ中継に関しては、2014年現在はGAORAとスカイAで隔年ごとに決勝戦が録画放送（GAORA2002年、スカイA2007年まで生中継）されている。1990年代頃まではABCテレビでテレビ中継されていた。なお2022年以降運動通信社運営のスポーツブル内バーチャル高校野球で準決勝以降ライブ配信。
ラジオ中継に関しては、NHKラジオ第1放送（国会中継等でラジオ第1放送で中継できない場合はNHK-FM放送）が決勝戦を生中継する（2023年まで近畿地方と決勝戦に進出した当該地区のみ）。
なお、NHK・GAORAとも2014年の大会は準決勝の中京高校対崇徳高校の試合が3日間連続のサスペンデッドゲームとなり、4日目の試合が決勝戦の前に行われたことから急遽準決勝（4日目の試合分）の中継を行った。

### 注記
1. ↑  サスペンデッドゲームが4日にわたった一方で、大会については8月31日までに終わらせる必要があった[2]。
2. ↑  この年行われた第50回全国高等学校野球選手権大会が記念大会のため48校が出場し、かつすべての試合を阪神甲子園球場で開催したことに伴い大会期間が延びたため例年より開会日が繰り下がり、さらに大会期間中に雨天順延が続いたため予備日をすべて消化し尽くしてしまっていた。
3. ↑  結果的にこれらの工事は地元住民の反対により工事が中断されている。藤井寺球場の項目参照。
4. ↑  これはこの日のうちに決勝戦を含めて日程を消化させなければいけないという理由と共に、ダブルヘッダーの場合でも最大で1日18イニングまでしか試合をすることが出来ないとする規定の関係[2]から、このような特別ルールが定められたものである。